# Стратегическое отступление
Стратегическое отступление (также планомерное отступление, стратегический отход) — отступление или отход, в стратегии, с тем, чтобы измотать противника, растянуть его линии снабжения и занять более выгодные позиции для будущей борьбы.

## В военном деле
В отличие от тактического отступления (в пределах поля боя), стратегическое отступление характеризует значительной протяженностью в пространстве и времени.
В фундаментальном труде по итогам Наполеоновских войн «О войне» Клаузевиц указывает на следующие основания для стратегического отступления (см. также кульминационный пункт):
- линии снабжения наступающего удлиняются, а отступающего сокращаются;
- живая сила наступающего расходуется на оккупационные силы, гарнизоны, отряды прикрытия и т. д.

В более позднее время несмотря на снижение значения крепостей, даже для полевых укреплений выявилось ещё одно основание:
- маневренная оборона дает соотношение потерь примерно 1:2-1:3 в пользу обороняющегося, при условии своевременного отхода (например, в формулировке профессора Г. Ио́нина[2]).

При правильном использовании стратегического отступления, в итоге, по Клаузевицу:
«Положение наступающего, находящегося в конце намеченного себе пути, часто бывает таково, что даже выигранное сражение может побудить его к отступлению, ибо у него нет уже ни необходимого напора, чтобы завершить и использовать победу, ни возможности пополнить понесённые потери».

## Примеры из военной истории

Реконструкция похода Дария по описанию Геродота.

### Поход Дария I против причерноморских скифов
Впервые в письменных источниках подробно описана Геродотом в описании похода Дария I в страну скифов.
Долгое преследование скифов вглубь их территории истощило армию Дария. Тогда персидский царь послал к скифам послов, которые обратились к скифскому вождю — старцу Иданфирсу:
— Зачем вы убегаете от нас, скифы? Если вы считаете себя сильнее — вступайте с нами в бой. А если вы слабее — пришлите нашему владыке «землю и воду» и покоритесь.
— Мы не убегаем от вас, персы. Мы просто кочуем по своим степям, как привыкли с давних пор, — насмешливо улыбнулся Иданфирс.
Не имея достаточных запасов продовольствия и возможности вступить в открытый бой со скифами, Дарий решил отступить. Бросив раненых и часть обоза, и оставив свой стан с зажжёнными кострами, чтобы скрыть от скифов внезапное отступление, персы ночью скрытно двинулись в обратный путь. Кочевой характер хозяйства скифов и обширность их территории оправдывали способ действий с военной точки зрения. Критический современный анализ действий скифов дан, например, у крупного специалиста по античности Причерноморья Блаватского В. Д.. Хотя Дарий и сжег несколько городищ, ему не досталось ни население в виде рабов, ни экономические выгоды в виде добычи.

### История происхождения термина «скифская тактика»
Сам термин «скифская тактика» в значении отступления начал употребляться в русском языке в начале XIX века, после Наполеоновских войн. Вот как описывает на основе мемуаров эпизод пожара Москвы Тарле Е. В.
«Наполеон, когда ему доложили о первых пожарах, не обратил на них особенного внимания, но когда 17 сентября утром он обошел Кремль и из окон дворца, куда бы ни посмотрел, видел бушующий огненный океан, то, по показаниям графа Сегюра, доктора Метивье и целого ряда других свидетелей, император побледнел и долго молча смотрел на пожар, а потом произнес: «Какое страшное зрелище! Это они сами поджигают… Какая решимость! Какие люди! Это – скифы!»
Первый русский перевод 4-й книги истории Геродота, содержащий его знаменитый «скифский рассказ», был осуществлен лишь в 1819 г. и к тому времени термин стал общеупотребим в образованной среде:
«Не «скифский план» искусственного заманивания противника, а отход под давлением превосходных сил – вот что руководило действиями Барклая в первые месяцы войны. О «скифском плане» стали говорить уже на досуге, когда не только война 1812 г. окончилась, но когда уже и войны 1813–1815 гг. отошли в область прошлого. Первым вспомнил о скифах сам Наполеон…»

### Отечественная война 1812 года
Хотя стратегическое отступление 1812 года связывают в первую очередь с именем М. И. Кутузова, стратегические планы войны с Францией оборонительного характера стали разрабатываться в Российской империи с февраля 1810 года; известно более 30 различных имён авторов и более 40 документов различной степени детализации.

Российское командование задолго до начала войны предвидело возможность длительного организованного отступления с тем, чтобы избежать риска потери армии в решительном сражении. Общие принципы стратегии отступления разработал ещё прусский военный теоретик Д. Г. Бюлов; в августе 1810 года на рассмотрение князю П. М. Волконскому был представлен составленный годом ранее по предложению Евгения Вюртембергского план Людвига фон Вольцогена, рекомендовавший создание системы укреплённых опорных пунктов и стратегию отступления двух армий в расходящихся направлениях. В мае 1811 года император Александр I высказал послу Франции в России Арману Коленкуру следующее:
Если император Наполеон начнёт против меня войну, то возможно и даже вероятно, что он нас побьёт, если мы примем сражение, но это ещё не даст ему мира. … За нас — необъятное пространство, и мы сохраним хорошо организованную армию. … Если жребий оружия решит дело против меня, то я скорее отступлю на Камчатку, чем уступлю свои губернии и подпишу в своей столице договоры, которые являются только передышкой. Француз храбр, но долгие лишения и плохой климат утомляют и обескураживают его. За нас будут воевать наш климат и наша зима.
На долю Кутузова выпала скорее гениальная практическая реализация этих планов, включая наиболее трагический эпизод — сдачу Москвы. Потеря территории, и тем более, столицы является крупнейшим испытанием национального духа и политической системы, что является слабой стороной стратегического отступления.

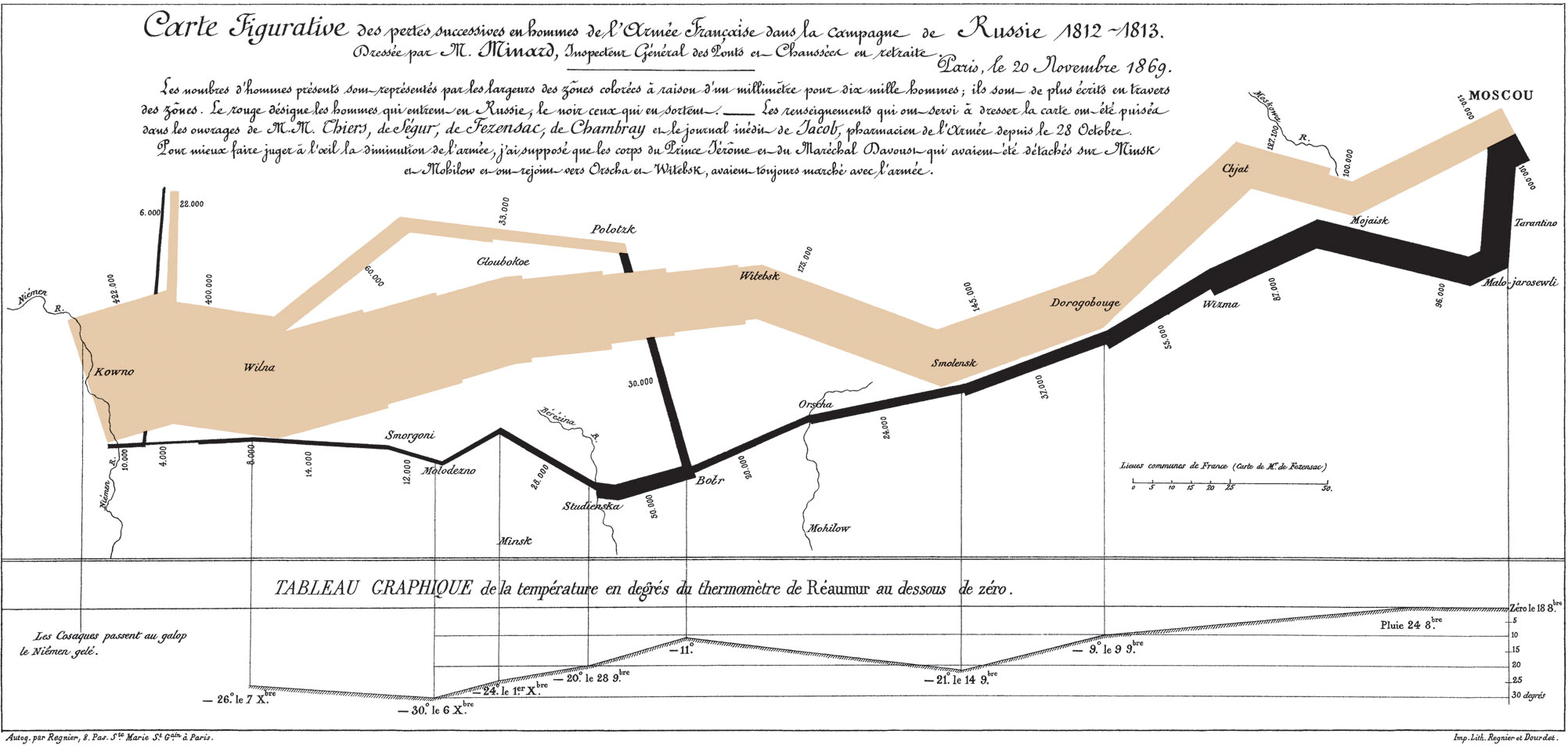
Потери французской армии в ходе Русской кампании 1812—1813 гг.

Классическая диаграмма Жозефа Минара наглядно демонстрирует блестящие результаты стратегического отступления русских в начале кампании. Дав генеральное сражение у Москвы они имели дело с вчетверо меньшими силами французов, чем у границы. При этом Кутузов вообще склонялся к отказу от Бородинского сражения, желая и далее ослаблять Великую армию, и только общественное мнение в России заставило его пойти на бой.
Однако это справедливо только для конкретного соотношения развития логистики в начале XIX века и длины линий снабжения. В своих европейских компаниях при меньших расстояниях и за более короткие сроки Наполеон при стратегическом отступлении противника неизменно одерживал победы (см. Война третьей коалиции).

Великий поход Красной армии Китая

### Великий поход Красной армии Китая 1934—1936 годов
Превосходящие силы Гоминьдана угрожали замкнуть окружение центральных районов, контролируемых коммунистами, а для позиционной обороны Красная армия Китая была слишком слаба. 10 октября 1934 года ЦК КПК, Военно-революционный комитет и 1, 3, 5, 8 и 9-я армейские группы Красной армии (всего 86 тысяч человек) оставили Жуйцзинь и направились в Западную Хунань, к концу октября прорвали окружение и начали стратегическое отступление с перерывами продолжавшееся почти год.
20 октября 1935 года, ровно через год после прорыва блокады в Цзянси, Красная армия завершила в Ваяобао Великий поход. Её численность к концу поход составляла не более 7-8 тысяч человек, среди них лишь 4 тысячи участников похода, выступивших из Центрального советского района в Цзянси.
По определению, данному Мао Цзе-Дуном по горячим следам, к стратегическому отступлению прибегает более слабая сторона «при наступлении превосходящих сил противника, … стремясь сохранить свою живую силу и дождаться удобного момента для разгрома противника».

### Во Второй мировой войне
В XX веке при наличии густонаселенной территории и развитой экономики стратегическое отступление стало нерациональным, ослабляющим отступающего более, чем наступающего. Однако концепция тотальной войны заставила всех участников конфликтов иметь в виду стратегическое отступление как последнюю вынужденную меру.
Мы пойдем до конца, мы будем биться во Франции, мы будем бороться на морях и океанах, мы будем сражаться с растущей уверенностью и растущей силой в воздухе, мы будем защищать наш Остров, какова бы ни была цена, мы будем драться на побережьях, мы будем драться в портах, на суше, мы будем драться в полях и на улицах, мы будем биться на холмах; мы никогда не сдадимся и даже, если так случится, во что я ни на мгновение не верю, что этот Остров или большая его часть будет порабощена и будет умирать с голода, тогда наша Империя за морем, вооружённая и под охраной Британского Флота, будет продолжать сражение, до тех пор, пока, в благословенное Богом время, Новый Мир, со всей его силой и мощью, не отправится на спасение и освобождение старого.
— Уинстон Черчиль Из речи в Палате Общин 4 июня 1940 года.
Термин стратегическое отступление также часто используется в пропагандистских целях для поддержания морали среди войск и населения во время непреднамеренного отступления под давлением противника (некоторые исследователи считают это выражение просто эвфемизмом).

## В деловом мире
Термин применяется в деловом мире для описания выхода компании из невыгодного для неё сектора рынка с целью сконцентрировать усилия в других областях.